# 切伦扎瓦尔福托雷
切伦扎瓦尔福托雷（義大利語：Celenza Valfortore）是意大利福贾省的一个市镇。总面积66.49平方公里，人口1782人，人口密度26.8人/平方公里（2009年）。ISTAT代码为071018。